# Persone di nome Antonio/Architetti
| Questa pagina contiene informazioni ricavate automaticamente dalle voci biografiche con l'ausilio del template Bio e di un bot. L'aggiornamento è periodico e automatico e ricostruisce completamente la pagina. Se manca una persona in questa lista, sei pregato di non aggiungerla, ma accertati piuttosto che la sua voce biografica contenga il template Bio e che i dati anagrafici siano correttamente compilati. Se il template Bio manca, inseriscilo tu stesso o, in alternativa, metti l'avviso {{tmp\|Bio}} che ne segnala la mancanza. Se i dati riportati sono sbagliati, correggi direttamente la voce biografica; le modifiche saranno visibili in questa lista entro pochi giorni. Per chiarimenti vedi il progetto antroponimi. La lista contiene solo le 75 persone che sono citate nell'enciclopedia e per le quali è stato implementato correttamente il template Bio. Pagina aggiornata al 22 lug 2025. |

Questa è una lista di persone presenti nell'enciclopedia che hanno il nome Antonio e sono architetti.

## A(3)
- Antonio Abbondi, architetto e scultore italiano (Grosio - Venezia, † 1549)
- Antonio Adamini, architetto svizzero (Agra, n. 1792 - San Pietroburgo, † 1846)
- Antonio Asprucci, architetto italiano (Roma, n. 1723 - Roma, † 1808)

## B(7)
- Antonio Barluzzi, architetto italiano (Roma, n. 1884 - Roma, † 1960)
- Antonio Basile, architetto italiano (n. 1795 - Messina, † 1844)
- Antonio Beduzzi, architetto e pittore italiano (Bologna, n. 1675 - Vienna, † 1735)
- Antonio Bertola, architetto e ingegnere italiano (Muzzano, n. 1647 - Muzzano, † 1719)
- Antonio Maria Bettoli, architetto italiano (Parma, n. 1733 - Parma, † 1777)
- Antonio Brianti, architetto italiano (Parma, n. 1739 - Parma, † 1787)
- Antonio Buora, architetto e scultore italiano (Osteno - † 1538)

## C(11)
- Antonio Canevari, architetto italiano (Roma, n. 1681 - Napoli, † 1764)
- Antonio Caregaro Negrin, architetto e architetto del paesaggio italiano (Vicenza, n. 1821 - Vicenza, † 1898)
- Antonio Carminati, architetto italiano (Trezzo sull'Adda, n. 1894 - Milano, † 1970)
- Antonio Casotti, architetto italiano (Vezzano sul Crostolo, n. 1414 - Reggio Emilia, † 1490)
- Antonio Cassi Ramelli, architetto italiano (Milano, n. 1905 - Capiago Intimiano, † 1980)
- Antonio Cipolla, architetto italiano (Napoli, n. 1822 - Roma, † 1874)
- Antonio Citterio, architetto italiano (Milano, n. 1853 - Milano, † 1936)
- Antonio Comino, architetto italiano (Brescia - Brescia, † 1644)
- Antonio Croci, architetto svizzero (Mendrisio, n. 1823 - Mendrisio, † 1884)
- Antonio Cugini, architetto italiano (Reggio Emilia, n. 1677 - Reggio Emilia, † 1765)
- Antonio Curri, architetto, decoratore e pittore italiano (Alberobello, n. 1848 - Napoli, † 1916)

## D(8)
- Antonio De Battistis, architetto italiano
- Antonio De Boni, architetto italiano (Villabruna, n. 1739 - Villabruna, † 1811)
- Antonio Felice De Vincenti, architetto e ingegnere italiano (Vigone - Torino, † 1778)
- Antonio Del Grande, architetto italiano (Roma, n. 1607 - Roma, † 1679)
- Antonio Diedo, architetto italiano (Venezia, n. 1772 - Venezia, † 1847)
- Antonio Maria da Milano, architetto italiano (Milano, n. 1439 - Treviso, † 1511)
- Antonio Carlo dall'Acqua, architetto e letterato italiano (Dolo, n. 1838 - Mantova, † 1928)
- Antonio di Vincenzo, architetto italiano (Bologna, n. 1350)

## F(6)
- Antonio Ferramolino, architetto italiano (Bergamo - Mahdia, † 1550)
- Antonio Maria Ferri, architetto italiano (Firenze, n. 1651 - Firenze, † 1716)
- Antonio Fiorentino della Cava, architetto e ingegnere italiano (Settignano, n. 1451 - Firenze, † 1522)
- Antonio Forcellino, architetto, storico dell'arte e saggista italiano (Vietri sul Mare, n. 1955)
- Antonio Foschini, architetto italiano (Venezia, n. 1741 - Ferrara, † 1813)
- Antonio Frjazin, architetto e diplomatico italiano

## G(7)
- Antonio Gaidon, architetto, urbanista e naturalista italiano (Castione, n. 1738 - Bassano del Grappa, † 1829)
- Antonio Galluccio, architetto e ingegnere italiano (Ottaviano - Napoli)
- Antonio Gambello, architetto italiano († 1481)
- Antonio Gaspari, architetto italiano (Venezia, n. 1656 - Venezia, † 1723)
- Antonio Ghezzi, architetto e ingegnere svizzero (Lamone, n. 1824 - Tenero, † 1884)
- Antonio da Sangallo il Vecchio, architetto e scultore italiano (Firenze - Firenze, † 1534)
- Antonio Guidetti, architetto italiano (Napoli, n. 1675 - Napoli, † 1730)

## I(1)
- Antonio Iannello, architetto, urbanista e ambientalista italiano (Napoli, n. 1930 - Napoli, † 1998)

## L(4)
- Antonio Labacco, architetto italiano (Vercelli, n. 1495 - Roma, † 1570)
- Antonio Maria Lari, architetto e pittore italiano (Siena)
- Antonio Lasciac, architetto italiano (Gorizia, n. 1856 - Il Cairo, † 1946)
- Antonio da Lonate, architetto italiano (Lonate Pozzolo - Milano)

## M(7)
- Antonio Marchetti, architetto italiano (Brescia, n. 1724 - † 1791)
- Antonio Medaglia, architetto italiano (Pellio)
- Antonio Mollari, architetto e ingegnere italiano (Montolmo, n. 1768 - Roma, † 1843)
- Antonio Monestiroli, architetto italiano (Milano, n. 1940 - Milano, † 2019)
- Antonio Morandi, architetto italiano (Bologna, n. 1508 - Bologna, † 1568)
- Antonio Simon Mossa, architetto, politico e giornalista italiano (Padova, n. 1916 - Sassari, † 1971)
- Antonio Muttone, architetto italiano (Lombardia - † 1623)

## N(1)
- Antonio Niccolini, architetto e decoratore italiano (San Miniato, n. 1772 - Napoli, † 1850)

## P(4)
- Antonio Palacios, architetto spagnolo (O Porriño, n. 1874 - Madrid, † 1945)
- Antonio Paliari, architetto italiano
- Antonio Petrini, architetto italiano (Calavino - Würzburg, † 1701)
- Antonio Pizzocaro, architetto e ingegnere italiano (Montecchio Maggiore, n. 1605 - Vicenza, † 1680)

## R(2)
- Antonio Rinaldi, architetto italiano (Palermo, n. 1709 - Roma, † 1794)
- Antonio Rivas Mercado, architetto messicano (Tepic, n. 1853 - Città del Messico, † 1927)

## S(5)
- Antonio Salvetti, architetto, pittore e politico italiano (Colle di Val d'Elsa, n. 1854 - Colle di Val d'Elsa, † 1931)
- Antonio da Sangallo il Giovane, architetto italiano (Firenze, n. 1484 - Terni, † 1546)
- Antonio Sant'Elia, architetto e pittore italiano (Como, n. 1888 - Monfalcone, † 1916)
- Antonio Sarti, architetto e incisore italiano (Budrio, n. 1797 - Roma, † 1880)
- Antonio Giuseppe Sartori, architetto italiano (Castione, n. 1714 - Vienna, † 1792)

## T(2)
- Antonio Tagliaferri, architetto italiano (Brescia, n. 1835 - Brescia, † 1909)
- Antonio Turbino, architetto italiano (Lugano, n. 1680 - Brescia, † 1756)

## V(3)
- Antonio Valente, architetto e scenografo italiano (Sora, n. 1894 - Roma, † 1975)
- Maurizio Valperga, architetto e ingegnere militare italiano (Torino - Torino, † 1688)
- Antonio Maria Viani, architetto e pittore italiano (Cremona - Mantova)

## Z(4)
- Antonio Zabaleta, architetto spagnolo (Madrid, n. 1803 - Madrid, † 1864)
- Antonio Zanca, architetto italiano (Palermo, n. 1861 - Palermo, † 1958)
- Antonio Zannoni, architetto, ingegnere e archeologo italiano (Faenza, n. 1833 - Ceretolo, † 1910)
- Antonio Zurlengo, architetto italiano